# Bisel
Bisel är en kommun i departementet Haut-Rhin i regionen Grand Est (tidigare regionen Alsace) i nordöstra Frankrike. Kommunen ligger i kantonen Hirsingue som tillhör arrondissementet Altkirch. År 2022 hade Bisel 542 invånare.

## Befolkningsutveckling
Antalet invånare i kommunen Bisel
| Referens: INSEE |